# Afinita (zahradnictví)
Afinita (někdy též srůstnost) je schopnost akceptovat tkáň cizího jedince stejné, nebo jiné odrůdy, jiného druhu, rodu či čeledi a vytvořit společně trvale nového jedince – chiméru. Obecně lze toto slovo přeložit do běžné mluvy jako příbuznost, nebo společný vztah. Vyšší příbuznost skutečně má obvykle vliv na větší afinitu. Afinita zásadně ovlivňuje úspěšnost takových zahradnických praktik jako je například očkování, nebo transplantace kůry. Nízká afinita může nejen způsobit neúspěch při štěpování, ale v prvních letech po naštěpování i snazší vylamování ušlechtilé části rostliny.
Nízká afinita podnože a ušlechtilé části je řešena mezištěpováním, vložením tkáně jedince, který má dobrou afinitu s podnoží i štěpovaným jedincem. Příkladem je štěpování hrušní na kdouloň. Kdouloň nemá optimální afinitu k některým odrůdám hrušně, což se řeší pomocí mezištěpování.